# Serge Guillen
Serge Guillen (né le 8 avril 1960 à Dakar au Sénégal) est un athlète français, spécialiste du 400 mètres haies.

## Biographie
Troisième des championnats d'Europe juniors de 1979, il remporte deux titres de champion de France du 400 m haies, en 1981 et 1982.
Son record personnel sur la distance, établi en 1982, est de 50 s 07, en séries des championnats d'Europe, au cours desquels il atteint les demi-finales.

### Palmarès
- Championnats de France d'athlétisme :
  - vainqueur du 400 m haies en 1981 et 1982.

### Records
| Épreuve     | Performance | Lieu    | Date             |
| ----------- | ----------- | ------- | ---------------- |
| 400 m haies | 50 s 07     | Athènes | 6 septembre 1982 |